# Trebonianus Gallus

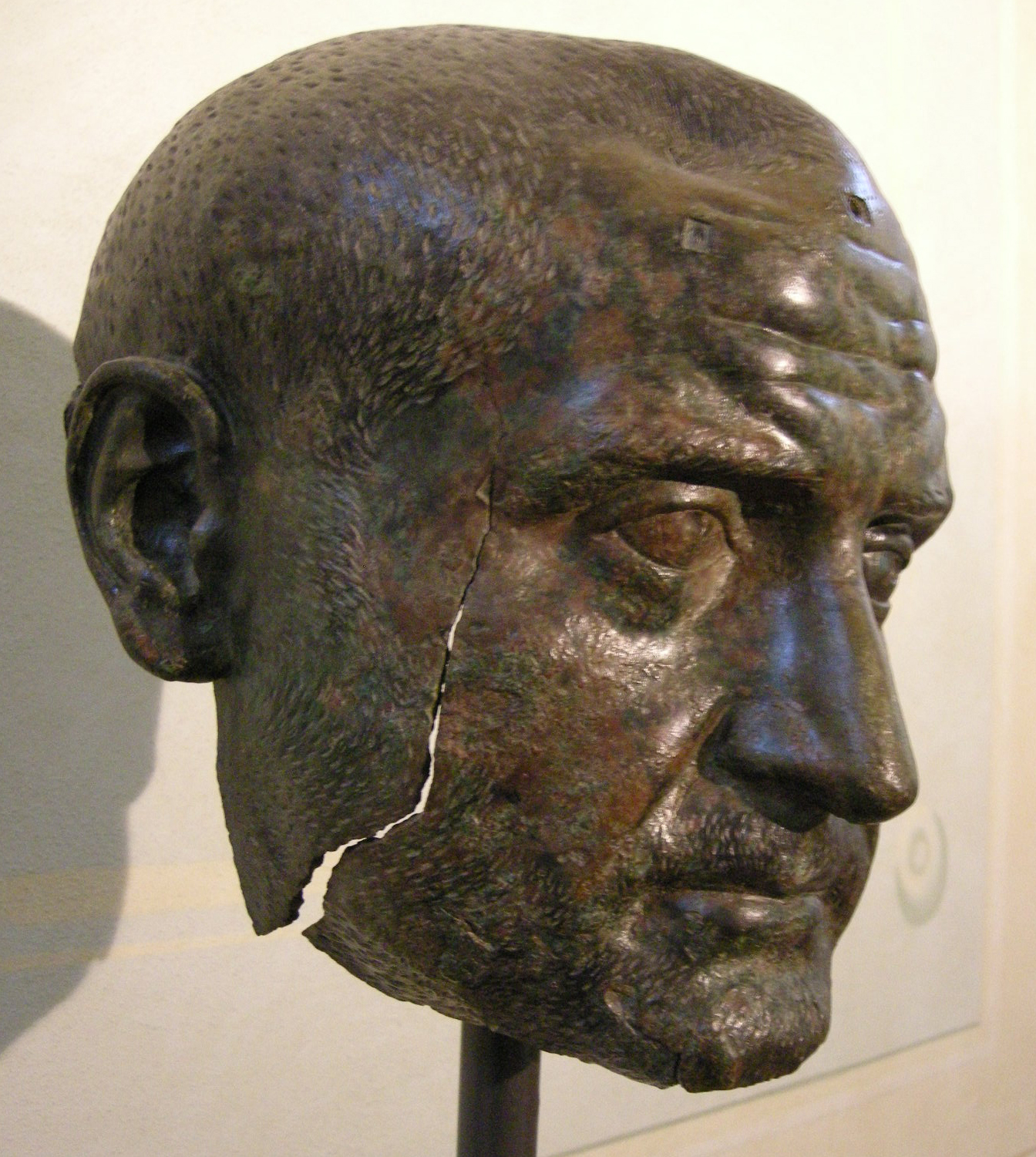
Kopf des Trebonianus Gallus im Archäologischen Nationalmuseum Florenz

Gaius Vibius Trebonianus Gallus (* 206 in Perusia; † August 253) war zwischen 251 und 253 gemeinsam mit seinem Sohn Volusianus römischer Kaiser.

## Leben

### Aufstieg
Trebonianus Gallus wurde in Italien in einer Familie mit weithin geachteten Vorfahren und senatorischem Hintergrund geboren. Er hatte zwei Kinder aus seiner Ehe mit Afinia Gemina Baebiana, den späteren Kaiser Gaius Vibius Volusianus und eine Tochter, Vibia Galla. In den vierziger Jahren war er Suffektkonsul und 250 Statthalter der Provinz Moesia (Mösien), woraus ersichtlich ist, dass der Kaiser Decius ihm vertraute. In Moesia war Gallus eine Schlüsselfigur bei der Abwehr der häufigen Invasionen der Goten über die Donau und wurde dadurch bei der Armee populär.
Anfang Juni 251 starben Kaiser Decius und sein älterer Sohn und Mitkaiser Herennius Etruscus in der Schlacht von Abrittus bei einem Feldzug gegen die Goten (zu den Hintergründen siehe auch Reichskrise des 3. Jahrhunderts). Daraufhin proklamierten die Soldaten der Donauarmee Gallus zum Kaiser, obwohl der in Rom verbliebene jüngere Sohn des Decius, Hostilian, der den Titel Caesar trug, einen Anspruch auf die Nachfolge hatte. Trebonianus Gallus war damit einer der wenigen Soldatenkaiser, der aus dem alten Kernland des Imperiums stammte.
Der Senat erhob Hostilian zum neuen Kaiser. Um einen Bürgerkrieg zu vermeiden, akzeptierte Gallus Hostilian als Mitkaiser und adoptierte ihn. Hostilians Mutter Herennia Etruscilla behielt den Titel Augusta, während die Frau des Gallus vorerst auf diesen Titel verzichten musste. Gallus verheiratete seinen Sohn mit der Schwester Hostilians. 
Im November 251 starb Hostilian in Viminatium an der Pest. Ab diesem Zeitpunkt im Besitz der alleinigen Macht, ernannte Gallus seinen Sohn Volusianus zum Mitkaiser.

### Herrschaft

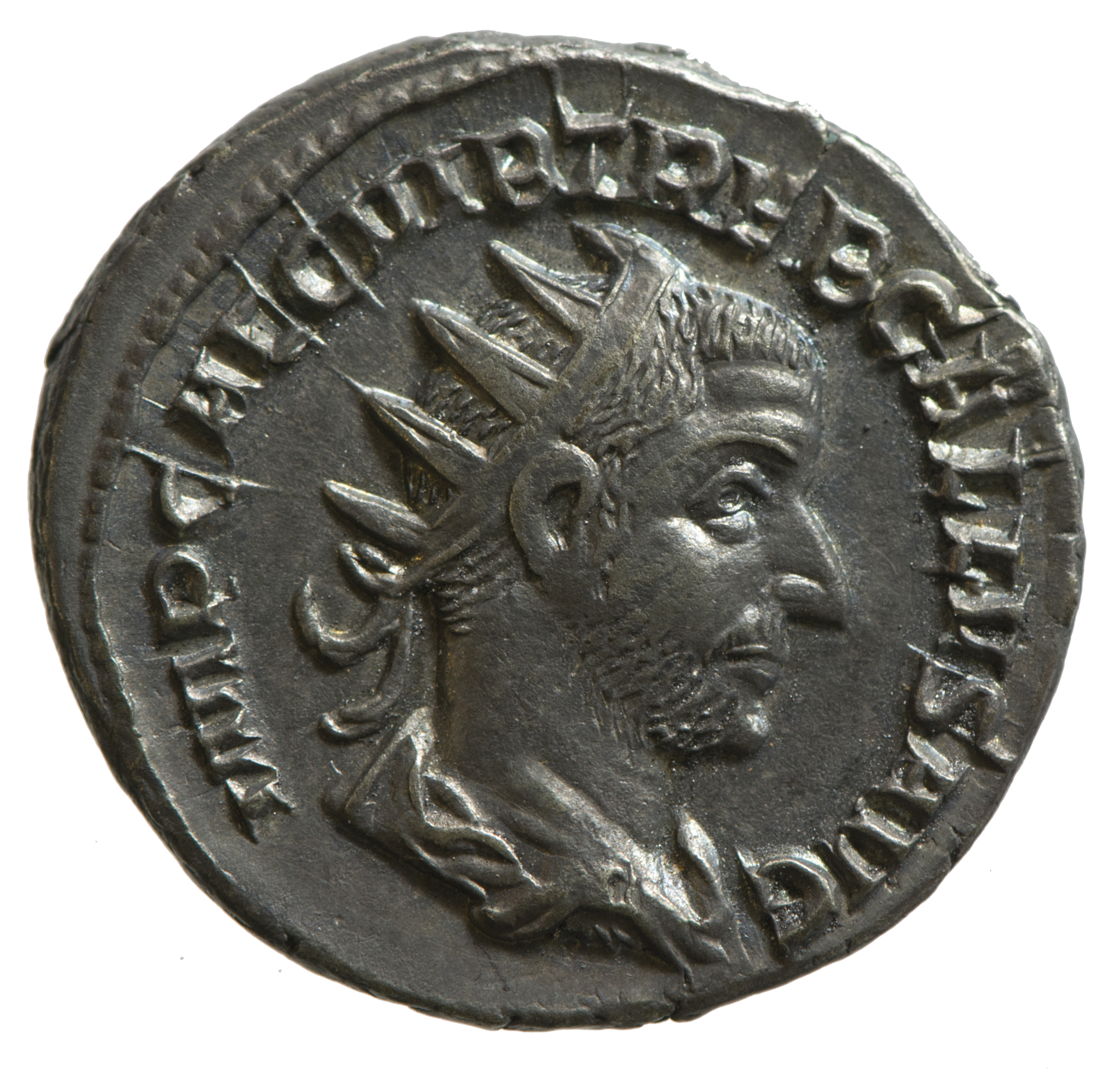
Münzporträt des Trebonianus Gallus

Begierig darauf, Kompetenz zu zeigen und Popularität in der Stadt zu gewinnen, engagierte sich Gallus schnell im Kampf gegen die Seuche und organisierte die Beisetzung der Opfer. Gallus wird oft zu den Christenverfolgern gezählt, aber das einzige Indiz dafür ist die angebliche Einkerkerung des römischen Bischofs Cornelius im Jahr 252.
Wie seine Vorgänger hatte auch Gallus keine einfache Regierungszeit. Im Osten marschierte der persische König Schapur I. ein, eroberte die Provinz Syria (Syrien), ohne auf römischen Widerstand zu treffen. An der Donau überfielen die gotischen Stämme trotz des Friedensvertrags von 251 erneut das Land. Die Armee war mit dem Kaiser nicht zufrieden, und als Aemilianus, der Statthalter der Provinzen Moesia superior (Obermösien) und Pannonia (Pannonien), die Initiative ergriff, die Goten angriff und schlug, wurde er von seinen Soldaten zum Kaiser proklamiert.
Gallus bereitete sich auf den Kampf vor. Er rief mehrere Legionen und andere Verstärkungen von der Rheingrenze zurück; unter den loyalen Heerführern war dabei auch der spätere Kaiser Valerian. Trotz dieser Maßnahmen marschierte Aemilianus nach Italien, um seinen Anspruch durchzusetzen. Gallus bekam nicht die Gelegenheit, sich zu verteidigen: Er wurde von seinen eigenen Truppen im August 253 ermordet. Sein Sohn Volusianus teilte sein Schicksal.